# Reinhard von Bendeleben
Reinhard von Bendeleben († nach 1217) war ein Kanoniker und Domherr zu Naumburg (Saale).

## Leben
Reinhard stammte aus einer alteingesessenen thüringischen Adelsfamilie und war der Sohn des landgräflichen Ministerialen Hathemar von Bendeleben. Er war Bruder von Egelof, Heinrich und Rudolph von Bendeleben.
1203 wird er erstmals als Domherr in Naumburg erwähnt und ist als solcher bis 1217 nachweisbar.